# Livezi, Soroca
Livezi este un sat din cadrul comunei Cremenciug din raionul Soroca, Republica Moldova.
Satul este atestat în anul 1910, dar aici au fost descoperite vestigii din perioada romană, într-un loc numit Cetățuia. Pe aceste locuri a existat o așezare despre care se știe că la 376 a fost prădată și devastată de huni.

## Demografie
Conform recensământului populației din 2004, satul Livezi avea 20 de locuitori: 17 moldoveni/români și 3 ucraineni.